# كلود مورو
كلود مورو (بالفرنسية: Claude Moreau)‏ ولد بتاريخ 19 ديسمبر 1958 في فرنسا، هو دراج فرنسي سابق.

## روابط خارجية
- كلود مورو على موقع أرشيف الدراجات (الإنجليزية)
- كلود مورو على موقع إحصائيات الدراجات الإحترافية (الإنجليزية)